# کریستوفر ماهونی
کریستوفر ماهونی (انگلیسی: Christopher J. Mahoney؛ زادهٔ ۱۹۶۵) ژنرال خلبان سپاه تفنگداران دریایی ایالات متحده آمریکا است، که از سال ۲۰۲۳ به‌عنوان جانشین فرمانده سپاه تفنگداران دریایی فعالیت می‌کند.
ماهونی فعالیت نظامی را از سال ۱۹۸۷ سپاه تفنگداران دریایی آمریکا آغاز کرد، از ۲۰۲۰ تا ۲۰۲۱ فرماندهی لشکر ۳ هوایی دریایی را برعهده داشت و در فاصله سال‌های ۲۰۲۱ تا ۲۰۲۳ به‌عنوان معاون برنامه‌ها و منابع سپاه تفنگداران دریایی ایالات متحده آمریکا فعالیت می‌کرد.